# Cztery pory roku (zbiór nowel)
Cztery pory roku (ang. Different seasons) – zbiór nowel Stephena Kinga wydany w 1982 w Nowym Jorku przez wydawnictwo Viking Press; nowele na język polski przełożył Zbigniew A. Królicki (1998).
W Polsce zbiór wydano pod tytułem Skazani na Shawshank : cztery pory roku.

## Spis nowel
- Skazani na Shawshank (Rita Hayworth and Shawshank Redemption)
- Zdolny uczeń (Apt Pupil)
- Ciało (The Body)
- Metoda oddychania (The Breathing Method)

Książka jest opatrzona posłowiem autora.

## Ekranizacje
Z 4 przedstawionych w zbiorze nowel, 3 zostały zekranizowane: Skazani na Shawshank, Zdolny uczeń (pod tytułem Uczeń Szatana), Ciało (pod tytułem Stań przy mnie).